# 아오시마 후미아키
아오시마 후미아키(일본어: 青嶋 文明, 1968년 7월 12일 ~ )는 일본의 전 축구 선수이다.

## 구단 경력
1987년 일본 사커 리그의 야마하 발동기에 입단했다. 1992년 J1리그의 시미즈 에스펄스로 이적했다. 1992년과 1993년 2번의 J리그컵 준우승을 차지했다. 1995년부터 1998년까지 재팬 풋볼 리그의 도스 퓨쳐즈와 혼다 기연에서 뛰었다. 1998년후 현역 은퇴.